# Cờ Thanh Thiên Bạch Nhật
Biểu tượng Thanh Thiên Bạch Nhật (tiếng Trung: 青天白日; bính âm: Qīng tiān bái rì) được sử dụng làm thiết kế cho cờ đảng và huy hiệu của Trung Quốc Quốc Dân Đảng (QDĐ). Nó cũng xuất hiện trên quốc kỳ Trung Hoa Dân quốc (Cờ Thanh Thiên Bạch Nhật Mãn Địa Hồng), quốc huy Trung Hoa Dân quốc, tượng trưng cho sự bao la của bầu trời Trung Hoa và tinh thần Cách mạng, phát triển mạnh mẽ như Mặt Trời.
Trung biểu tượng "Thanh Thiên Bạch Nhật", mười hai tia sáng của Mặt Trời trắng đại diện cho mười hai tháng và mười hai canh giờ, mỗi canh giờ tương ứng với hai giờ hiện đại và tượng trưng cho tinh thần phát triển.